# Cynorta boconoensis
Cynorta boconoensis is een hooiwagen uit de familie Cosmetidae.